# 捷克註冊伴侶關係
自2006年7月1日始，捷克共和國承認同性伴侶間的民事結合。2005年2月11日，捷克下議院82人贊成、65人反對、18人棄權否決同性伴侶關係權利法案。12月16日，捷克下議院86人贊成、54人反對、7人棄權通過同性伴侶關係權利法案。2006年1月25日，捷克上議院以45票贊成、14票反對和6票缺席通過同性伴侶關係登記與權利法案。2月16日，捷克總統克勞斯否決同性伴侶關係登記與權利法案。3月15日，捷克下議院以101票贊成（議員總數為200人，本次有效票數為177票）推翻了總統對同性伴侶關係權利法案的否決，成為第一個法律認可同性伴侶關係的歐洲前社會主義國家。7月1日，捷克同性伴侶關係法案生效。

## 同性婚姻
綠黨和海盜黨在2017年的選舉過程中表示支持同性婚姻。
總理安德烈·巴比斯支持同性婚姻合法化。
2018年6月12日，46名眾議院代表提出了同性婚姻法案。三天後，另外37名代表提出限定婚姻為一男一女結合的憲法修正案，以作為回應。 同性婚姻法案需要在眾議院通過簡單多數決，而修憲案則要求120票。6月22日， 巴比斯政府宣布支持同性婚姻法案。 「我們公平(We are fair)」運動在6月下旬向眾議院提出了70,350個支持同性婚姻法案的連署。 該法案的一讀原定於10月31日，但被延遲到11月14日。 自兩案開始辯論以來，各國會議員是針對該議題的正反立場發言，不是依據政黨分別，而是進行良知投票。 原定2019年1月將再次進行表決，但後來推遲到2019年3月26日； 然而，當日並未進行表決，且亦未宣布新的表決日期。
2019年1月10日，總統米洛什·泽曼表示，若是議會通過了同性婚姻法案，他可能會行使否決權。 若進行否決，議會中需要有50%+1的席次在第二次投票中支持才能推翻總統否決，通過法案。